# ラ・ショー＝ド＝フォンとル・ロックル

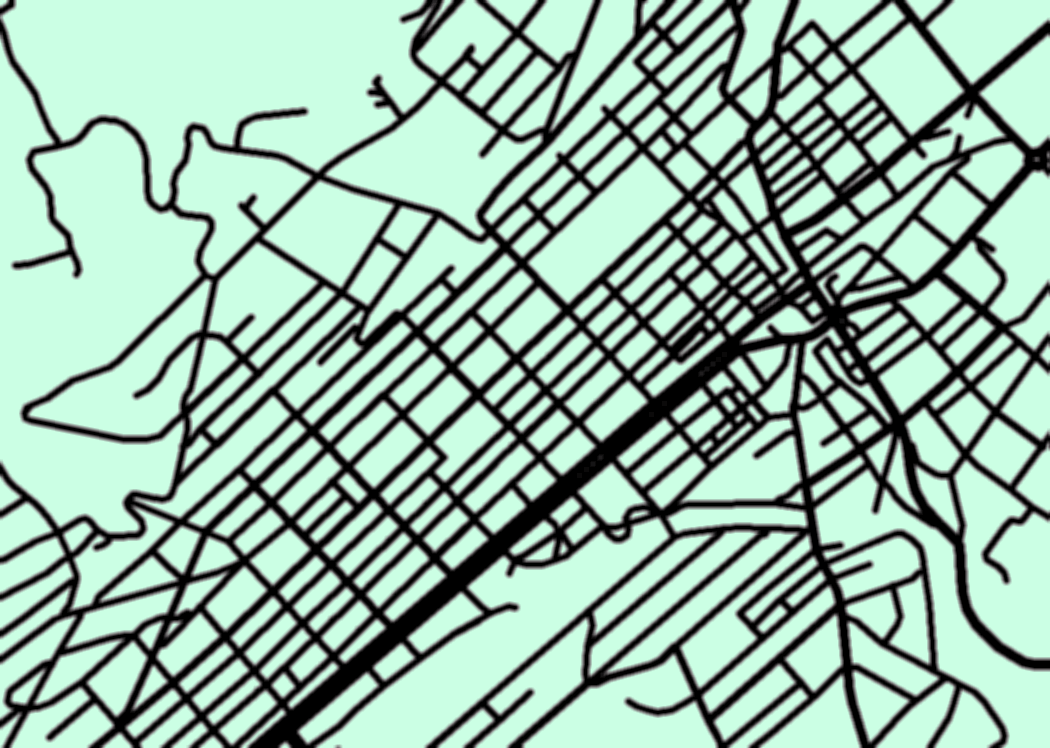
ラ・ショー＝ド＝フォンの格子状の都市計画

「ラ・ショー＝ド＝フォンとル・ロックル、時計製造業の都市計画」は、ユネスコの世界遺産リスト登録物件のひとつである。スイスのヌーシャテル州に残る伝統的な時計製造業と結びついた都市計画が評価された産業遺産であり、ラ・ショー＝ド＝フォンの町並みはスイスの国定重要文化財 (bien culturel suisse d'importance nationale) に指定されている。

## ラ・ショー＝ド＝フォン

### 歴史
ラ・ショー＝ド＝フォンのコミューンの成立は1656年のことである。1780年以降、その経済は、時計製造業、レース製造業、金属細工などのおかげで発達したが、1794年の火災で、町の建造物群は焼失した。のちに中心市街となる区画の再建には、啓蒙時代の申し子といえる都市計画が採用された。これは彫刻親方モワズ・ペレ＝ジャンティ (Moise Perret-Gentil) によって主導されたもので、公益と私益の間で合意された成果であった。
1834年にシャルル＝アンリ・ジュノ (Charles-Henri Junod) による新しい都市計画が採用された。それを実地で適用するに当たっては、火災の延焼を防ぐために安全性や衛生面が考慮されたことはもちろん、園芸や除雪のためのスペースを空けることや、全ての人に良い日当たりを保障することも考慮された,。そして再建が実行され、都市の碁盤目状の区画に従い、谷の北の斜面が1835年から1841年にかけて発達した。
1848年以降、ラ・ショー＝ド＝フォンはヌーシャテル州の経済の中心地となった。社会生活と文化生活は増進し、都市のインフラストラクチャーは、博物館、劇場、図書館などとともに発展した。19世紀末には、ドイツ系スイス人 (suisses alémaniques) 、ドイツ人、フランス人、イタリア人などの移民が多くなだれ込んだ。
また、アルザス出身のユダヤ人たちは、都市経済と文化の面で重要な役割を担った。1896年に建造されたシナゴーグは、スイスで最大級の規模を誇っている。
20世紀初頭のラ・ショー＝ド＝フォンは、アール・ヌーヴォーの中心地でもあり、ル・コルビュジエ生誕の地でもある。そこでは、今でも彼の初期の作品を見ることができる。
1905年以降、この地方特有のアール・ヌーヴォーの一様式である「スティル・サパン」（フランス語: le style sapin, サパンは「モミ」の意味）が発達した。それは、ラ・ショー＝ド＝フォン美術学校 (l'École d'art de La Chaux-de-Fonds) で、シャルル・レプラトニエが主導する形で生まれたもので、その装飾の様式は、ジュラ山脈の動物相や植物相に触発されている。その様式は、時計製造業、建築、日用品などに広く適用できる可能性を持っていた。
人口面で見ると、1715年には702人だった人口は、1800年には4927人となり、1850年には12638人、1910年には37751人と順調に増加していった。

### 時計製造業と都市
ラ・ショー＝ド＝フォンは「時計の帝都」とも呼ばれている。
再建後の都市の発展の中で、居住空間と時計工房は同じ建物の中で接近していった。典型的な工房は最上階に置かれ、大きな窓のおかげで室内は明るかった。職住近接型の都市計画は、19世紀半ばにはカール・マルクスの『資本論』において、分業を分析する際の一事例として取り上げられ、「工場都市」（ville-manufacture）と評された。
そして、20世紀初頭には、工場とともに建物は特殊化していった。1900年に、ラ・ショー＝ド＝フォンは時計の製造・流通の重要な拠点になっていた。時計工場では生産は機械化され、この時期、世界の時計生産の実に 55 % をラ・ショー＝ド＝フォンが担っていたのである。
1920年代まで都市は渓谷の地形にあわせて拡大を続けた。中心部では、建築物は新古典主義から派生したもので、アール・ヌーヴォーは焼き絵ガラス、タイル張りの床、壁紙、戸框、金具など、建物の内外の装飾に用いられるにとどまった。アール・ヌーヴォーやスティル・サパンの建物や邸宅は、そのほとんどが1900年代以降に発達した北部のプイユレル通り (quartier de Pouillerel) 、西部のセルニラントワヌ通り (quartier du Cernil-Antoine) 、南部のクレテ通り (quartier des Crêtets) などの都市周縁部に存在している。
現在のラ・ショー＝ド＝フォンには国際時計博物館がある。この博物館は半分地下に作られた巨大な博物館で、古今東西の3000点を超える時計が集められている。この博物館は同時に「人と時」研究所でもあり、時間と人間のかかわりについての多角的な研究も行われている。また、スイス計時史協会 (Chronometrophilia) の本部も置かれている。

## ル・ロックル

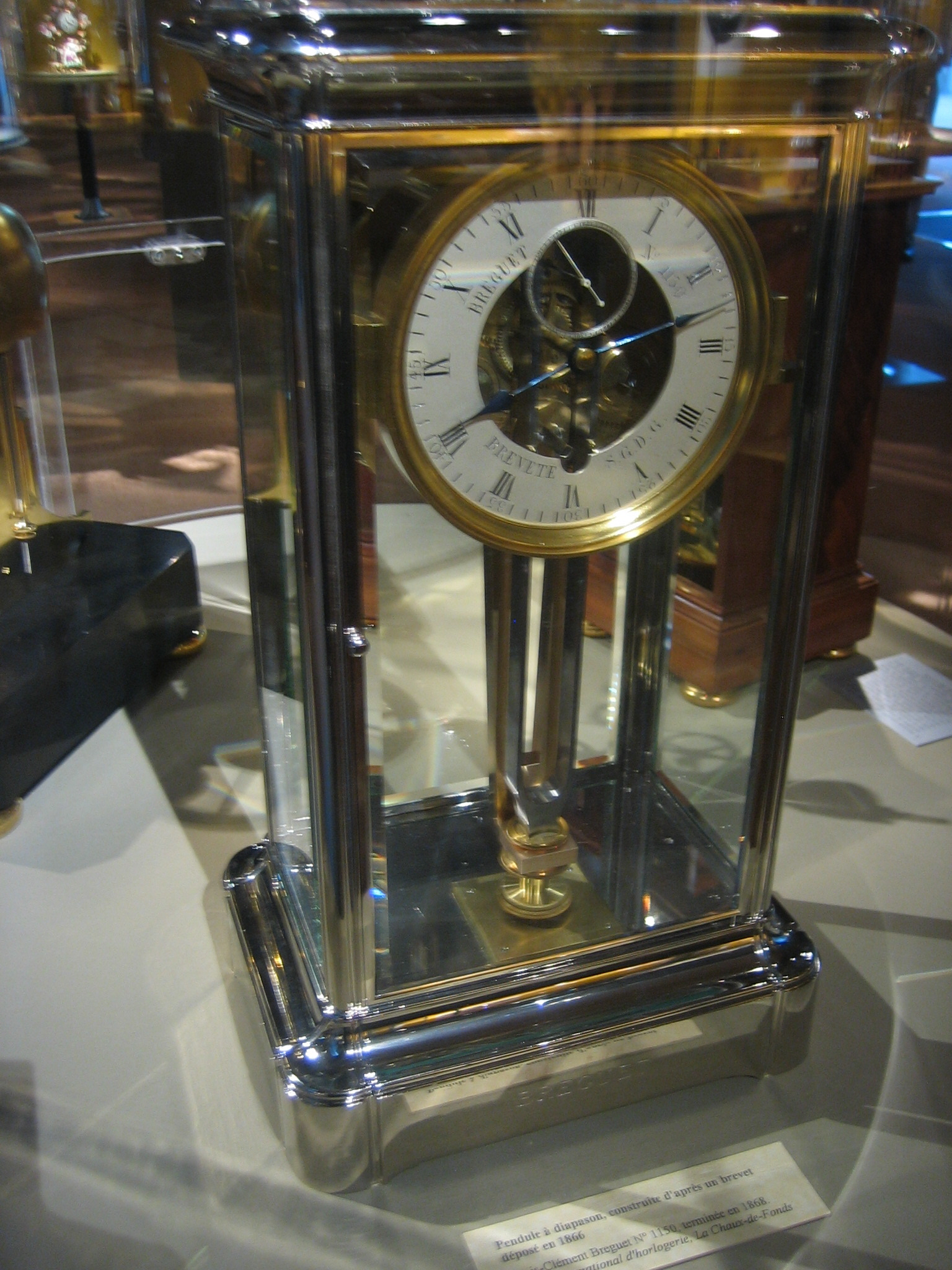
ル・ロックル時計博物館の展示品

ル・ロックルはラ・ショー＝ド＝フォンに比べると小さな町だが、ヌーシャテル地方の時計製造業の半ば伝説化された起源にとって重要な町である。
1679年にロンドンからこの地に初めて持ち込まれた懐中時計が壊れたとき、手先の器用なダニエル・ジャンリシャール (Daniel Jeanrichard) が修理を担当した。ジャンリシャールはその縁で仕組みを分析し、独力で時計製造を行うまでに漕ぎ着けた。その彼が腰を落ち着け、後継者を育成したのがル・ロックルであった。その後、同地出身のアブラアン＝ルイ・ペルレ（Abraham-Louis Perrelet）が1770年頃に自動巻きの懐中時計を開発した。
現在のル・ロックルの町並みは、ラ・ショー＝ド＝フォンと同じくペレ＝ジャンティとジュノによって19世紀に形成されたものである。きっかけになったのが2度の大火（1833年、1844年）であったという点も、ラ・ショー＝ド＝フォンに似ている。
また、ル・ロックルにはル・ロックル時計博物館がある。この博物館はモン城の中に設営されたもので、振り子時計や自動巻時計のコレクションが充実している。近隣のラ・ショー＝ド＝フォンの国際時計博物館とは、コレクションの内容の面で相互補完的という評価もある。

## 登録
スイスの時計産業は国際的によく知られているが、ヌーシャテル州を含むジュラ地方がその中心である。ラ・ショー＝ド＝フォンとル・ロックルは、その中でも代表的な都市として、「ラ・ショー＝ド＝フォンとル・ロックルの時計製造業と都市形態」（Horlogerie et forme urbaine La Chaux-de-Fonds/Le Locle）の名で、2004年にスイスの世界遺産暫定リストに登載された。
2009年には「ラ・ショー＝ド＝フォンとル・ロックル、時計製造業の都市計画」という登録名で、世界遺産リストへ正式登録された。
これらは、時計生産のために居住地と工房が渾然一体となってまとまっている都市であり、19世紀初頭に起源を持つ都市発展の優れた例証として評価されたものである。国際記念物遺跡会議 (ICOMOS) は評価に当たり、国際産業遺産保存委員会 (TICCIH) に諮問した。
スイスでは「レーティッシュ鉄道アルブラ線・ベルニナ線と周辺の景観」（イタリアと共同登録）に続く2例目の産業遺産の登録であり、スイス単独の産業遺産としては初である。

### 登録基準
この世界遺産は世界遺産登録基準のうち、以下の条件を満たし、登録された（以下の基準は世界遺産センター公表の登録基準からの翻訳、引用である）。
- (4) 人類の歴史上重要な時代を例証する建築様式、建築物群、技術の集積または景観の優れた例。

スイス当局は基準(2), (3), (4), (6)の4項目に該当するとして申請していたが、ICOMOS の勧告の時点で (4) 以外の基準の適用は認められず、世界遺産委員会での決議もそれに沿っていた。